# Joannes Petri Vadstenensis
Joannes Petri Vadstenensis, död 2 oktober 1678 i Väderstads socken, var en svensk präst i Väderstads församling.

## Biografi
Vadstenensis blev 1649 kollega i Linköping Han prästvigdes 24 mars 1651. Vadstenensis blev 23 januari 1655 kyrkoherde i Väderstads församling. Han avled 2 oktober 1678 i Väderstads socken.

### Familj
Vadstenensis  gifte sig första gången med Ingeborg Drysander (död 1668). Hon var dotter till kyrkoherden Ericus Jonæ Drysander och Anna Andersdotter i Väderstad. De fick tillsammans barnen Filia pastoris (död 1665), sine baptismo och en dotter (död 1666).
Vadstenensis gifte sig andra gången 20 juni 1669 med Elisabet Andersdotter (1643-1731). Hon var dotter till kyrkoherden Andreas Petri Normolander i Högby socken. De fick tillsammans barnen Anders Wennberg (1671-1737) och Elisabet (född 1674) och Ingeborg (född 1676). Efter Vadstenensis död gifte Andersdotter om sig med kyrkoherden Nicolaus Söderlingh i Väderstad.